# 캐나다 영어
캐나다 영어(Canadian English, CanE)는 캐나다에서 쓰이는 영어이다. 약 1800만 명이 넘는 약 57%의 캐나다인들이 모국어로 사용한다.

## 개요
캐나다 영어는 역사적 관계와 지리적 위치 때문에 영국식 영어와 미국식 영어가 혼합되어 있다.

## 철자법
캐나다 영어에는 도량 단위를 제외하고 명확하게 정립된 표준 철자법이 없다. 아래의 철자법은 일반적으로 많이 쓰이는 철자법이다.
|             | 캐나다                                                                                              | 영국                                                                                    | 미국                                                                             | 비고 |
| ----------- | --------------------------------------------------------------------------------------------------- | --------------------------------------------------------------------------------------- | -------------------------------------------------------------------------------- | --- |
| -our/-or    | colour favour harbour labour neighbour                                                              | colour favour harbour labour neighbour                                                  | color favor harbor labor neighbor                                                | |
| -re/-er     | centre theatre manoeuvre                                                                            | centre theatre manoeuvre                                                                | center theater maneuver                                                          | |
| -ll-/-l-    | counsellor travelling                                                                               | counsellor travelling                                                                   | counselor traveling                                                              | 캐나다 영어와 영국 영어는 자음 'l'(엘)에 접미사를 붙일 때 'l'을 두 번 쓰는데 미국 영어는 'l'을 포함한 음절에 강세가 있을 때만 'l'을 두 번 쓴다. 예) controllable, enthralling |
| -logue/-log | catalogue dialogue monologue                                                                        | catalogue dialogue monologue                                                            | catalog dialog monolog                                                           | |
| -oe-/-e-    | foetus manoeuvre                                                                                    | foetus manoeuvre                                                                        | fetus maneuver                                                                   | |
| -ize/-ise   | advertize realize                                                                                   | advertise realise                                                                       | advertize realize                                                                | |
| -yze/-yse   | analyze paralyze                                                                                    | analyse paralyse                                                                        | analyze paralyze                                                                 | |
| 기타        | anemia cheque judgment licence(명사) mould practise(동사) program pyjamas skeptical storey(층) tire | anaemia cheque judgement licence mould practise programme pyjamas sceptical storey tyre | anemia check judgment license mold practice program pajamas skeptical story tire | |

## 영국 영어와의 차이
캐나다 영어와 영국 영어는 비슷한 점과 다른 점이 몇 가지 있다.
비슷한 점으로는 몇 가지 단어의 철자 사용이 있는데, 예를 들어 "색깔"을 뜻하는 단어인 "Colour", "중간"을 뜻하는 "Centre", "극장"을 뜻하는 "Theatre", "수표"를 뜻하는 "Cheque" 등이 있다. 이 부분에선 캐나다는 영국과 같은 것을 사용한다.
다른 점으로는 마찬가지로 몇 가지 단어의 철자 사용과 발음이 있는데, 철자 사용은 "축구"를 영국에선 "Football", 캐나다에선 "Soccer"라고 쓰고, "감자튀김"을 영국에선 "Chips"로, 캐나다에선 "French fries"로 사용한다. (하지만 영국 음식인 "Fish and chips"를 파는 가게 등에서는 Chips로 쓰며, 이것은 미국도 같다.)
발음은 캐나다가 미국과 거의 같다.
캐나다의 영어는 미국의 것과 거의 같은 발음이기 때문에 한 단어에서 "T"가 들어 있으면 "D"나 "R"과 비슷하게 발음한다. 예로는 "Water", "Theatre", "Better", "Pretty" 등을 들 수 있는데, "물"을 뜻하는 "Water"는 캐나다에서 사실상 "Wa't'er" 가 아닌 "Wa'd'er" 또는 "Wa'r'er"로 발음된다. (철자법상 "Wa'r'er"는 발음을 했을 때 실제 미국-캐나다의 그 발음이 되지 않지만 여기서는 그냥 "Wa'r'er"로 썼다.) 하지만 영국에선 "Wa't'er"를 그 단어의 철자 그대로 발음한다. 또 다른 것으로는 "할 수 없다"를 뜻하는 "Can't"의 발음 차이가 있다. 영국에서는 "Can't"가 아니라 "Caun't"와 비슷하게 발음하지만 캐나다에서는 미국과 같이 "k+an't"에 가깝게 발음한다.

## 미국 영어와의 차이
캐나다 영어와 미국 영어 역시 몇 가지의 비슷한 점과 다른 점이 있다.
비슷한 점으로는 "Water", "Better", "Pretty" 등에서의 "T" 발음이다. 캐나다와 미국 두 국가는 이의 경우에서 "T" 발음 대신 "D"나 "R"에 가까운 발음을 한다. 영어와의 차이] 부분의 설명에서와 같이 "Soccer"와 French fries" 등은 캐나다와 미국 둘 다 영국과는 다른 단어를 사용하는 경우이다.
다른 점은 몇몇 단어의 철자법이 있다. [영국 영어와의 차이] 부분의 설명에서와 같이 "Colour", "Centre", "Theatre", "Cheque"등의 철자가 다르다.
캐나다와 달리 미국에서는 "Colour", "Centre", "Theatre", "Cheque"를 각각 "Color", "Center", "Theater", "Check"로 쓴다.